# Microsoft Excel
O Microsoft Excel, mais conhecido por apenas Excel, é um editor de planilhas produzido pela Microsoft para computadores que utilizam o sistema operacional Microsoft Windows, além de computadores Macintosh da Apple Inc. e dispositivos móveis como o Windows Phone, Android ou o iOS. Seus recursos incluem uma interface intuitiva e capacitadas ferramentas de cálculo e de construção de tabelas que, juntamente com marketing agressivo, tornaram o Excel um dos mais populares aplicativos de computador até hoje. É, com grande vantagem, o aplicativo de planilha electrónica dominante, disponível para essas plataformas e o tem sido desde a versão 5 em 1993 e sua inclusão como parte do Microsoft Office.

## História
O grande programa de planilha electrónica chamado Multiplan em 1982, o qual era muito popular em sistemas CP/M, mas, em sistemas MS-DOS, perdia em popularidade para o Lotus 1-2-3. Isso levou a desenvolvimento de um novo programa chamado Excel, que começou com a intenção de, nas palavras de Doug Klunder, "fazer tudo o que o 1-2-3 faz e fazer melhor". A primeira versão do Excel foi lançada para o Mac em 1985 e a primeira versão para Windows (numerada 2.0 para se alinhar com o Mac e distribuída com um run-time do ambiente Windows) foi lançada em novembro de 1987. A Lotus foi lenta em trazer o 1-2-3 ao Windows e, por volta de 1988, o Excel havia começado a passar o 1-2-3 em vendas e ajudou a Microsoft a alcançar a posição de liderança no desenvolvimento de software para o PC. Essa conquista, destronando o rei do mundo do software, solidificou a Microsoft como um competidor válido e mostrou seu futuro de desenvolvimento de software gráfico. A Microsoft aumentou sua vantagem com lançamento regular de novas versões, aproximadamente a cada dois anos. A versão atual para a plataforma Windows é o Excel 16, também chamado de Microsoft Excel 2016. A versão atual para a plataforma Mac OS X é o Microsoft Excel 2011
No começo da sua vida, o Excel tornou-se alvo de um processo judicial de marca registrada por outra empresa que já vendia um pacote de software chamado "Excel" na indústria financeira. Como resultado da disputa, a Microsoft foi solicitada a se referir ao programa como "Microsoft Excel" em todas as press releases formais e documentos legais. Contudo, com o passar do tempo, essa prática foi sendo ignorada, e a Microsoft resolveu a questão quando ela comprou a marca registrada reservada ao outro programa. Ela também encorajou o uso das letras XL como abreviação para o programa; apesar dessa prática não ser mais comum, o ícone do programa no Windows ainda é formado por uma combinação estilizada das duas letras, e a extensão de arquivo do formato padrão do Excel até a versão 11 (Excel 2003) é .xls, sendo .xlsx a partir da versão 12, acompanhando a mudança nos formatos de arquivo dos aplicativos do Microsoft Office.
O Excel oferece muitos ajustes na interface ao usuário, em relação às mais primitivas planilhas electrónicas; entretanto, a essência continua a mesma da planilha electrónica original, o VisiCalc: as células são organizadas em linhas e colunas, e contêm dados ou fórmulas com referências relativas ou absolutas às outras células.
O Excel foi o primeiro programa de seu tipo a permitir ao usuário definir a aparência das planilhas (fontes, atributos de caracteres e aparência das células). Também, introduziu recomputação inteligente de células, na qual apenas células dependentes da célula a ser modificada são atualizadas (programas anteriores recomputavam tudo o tempo todo ou aguardavam um comando específico do usuário). O Excel tem capacidades avançadas de construção de gráficos.
Quando integrados pela primeira vez ao Microsoft Office em 1993, o Microsoft Word e o Microsoft PowerPoint tiveram suas GUIs redesenhadas para ficarem consistentes com o Excel, o "programa matador" para o PC na época.
Desde 1993, o Excel tem incluído o Visual Basic for Applications (VBA), uma linguagem de programação baseada no Visual Basic que adiciona a capacidade de automatizar tarefas no Excel e prover funções definidas pelo utilizador (UDF, user defined functions), para uso em pastas de trabalho. O VBA é um complemento poderoso ao aplicativo que, em versões posteriores, inclui um ambiente integrado de desenvolvimento (IDE, integrated development environment). A gravação de macros pode produzir código VBA que replica ações do usuário, desse modo permitindo automação simples de tarefas cotidianas. O VBA permite a criação de formulários e controles dentro da pasta de trabalho para comunicação com o usuário. A linguagem suporta o uso (mas não a criação) de DLLs ActiveX (COM); versões posteriores adicionaram suporte a módulos de classe, permitindo o uso de técnicas básicas de programação orientada a objetos (POO).
Desde a sua criação, mais e mais softwares passaram a interagir com Microsoft Excel tanto para a inserção de bancos de dados como para a emissão de relatórios. Hoje em dia, praticamente todos os ERP's (Enterprise Resource Planning) interagem com o Excel. Até mesmo o SAP, o maior e mais famoso ERP do mundo rendeu-se ao Excel e é alimentado por planilhas e gera relatórios de Excel.
Em 2002, o criador da Microsoft disse que "...tanto faz qual será o seu ERP. Ele será gerado pela recomputação inteligente de células do Excel e o relatório final será em Excel".
A funcionalidade de automação provida pelo VBA fez com que o Excel se tornasse um alvo para vírus de macro. Esse foi um problema sério no mundo corporativo, até os produtos antivírus começarem a detectar tais ameaças. A Microsoft adotou tardiamente medidas para prevenir o mau uso, com a adição da capacidade de desativar as macros completamente, de ativar as macros apenas quando se abre uma pasta de trabalho ou confiar em todas as macros assinadas com um certificado confiável.
As versões 6.0 a 9.0 do Excel contêm vários "ovos de páscoa", porém, desde a versão 10, a Microsoft tomou medidas para eliminar tais recursos não documentados de seus produtos.

## Excel 2013(Service Pack 1)
No total foram 52 melhorias e correções realizadas no SP1 para o Excel, entre elas:
- Melhora a estabilidade geral, o desempenho e a compatibilidade com versões anteriores do endereçamento erros que afetam muitos utilizadores;
- Agora, os nomes de função mantém compatibilidade com versões anteriores do Excel para os idiomas Checo, Holandês, Dinamarquês, Italiano, Norueguês, Português.
- O Excel 2013 possui 1048576 linhas, 16384 colunas e em cada célula podemos digitar 32767 caracteres por célula, podendo digitar um total de 562932773552128 caracteres.
- A partir da versão 2013, o Microsoft Excel permite a criação de planilhas "ilimitadas", em suas pastas de trabalho. Lembrando que a quantidade de planilhas a serem criadas, dependerá das configurações do computador utilizado pelo usuário.

## Office 365
O Office 365 é um serviço de assinatura que garante que você sempre tenha as ferramentas mais recentes da Microsoft. Há planos do Office 365 para uso doméstico e pessoal, bem como para empresas de pequeno e médio portes, organizações de grande porte, escolas e entidades sem fins lucrativos.

## Versões

### Microsoft Windows
- 1987: Excel 2.0 para Windows
- 1990: Excel 3.022.
- 1992: Excel 4.0
- 1993: Excel 5.0 (Office 4.2 e 4.3, também uma versão de 32 bits para o Windows NT somente)
- 1995: Excel 7.0 (Office 95)
- 1997: Excel 8.0 (Office 97)
- 1999: Excel 9.0 (Office 2000)
- 2001: Excel 10.0 (Office XP)
- 2003: Excel 11.0 (Office 2003)
- 2007: Excel 12.0 (Office 2007)
- 2010: Excel 14.0 (Office 2010)
- 2013: Excel 15.0 (Office 2013)
- 2016: Excel 16.0 (Office 2016)

Não há Excel 1.0 com versões para o Windows, e nem 6.0, porque ele foi lançado com o Word 7. Todos os produtos do Office 95 têm capacidades de OLE 2 - para mover dados automaticamente de vários programas - e o nome Excel 7 deveria mostrar que ele é compatível com essa tecnologia.

### Macintosh OS / macOS X
- 1985: Excel 1.0
- 1988: Excel 1.5
- 1989: Excel 2.2
- 1990: Excel 3.0
- 1992: Excel 4.0
- 1993: Excel 5.0
- 1998: Excel 8.0 (Office 98)
- 2000: Excel 9.0 (Office 2001)
- 2003: Excel 11.0 (Office 2004)
- 2008: Excel 12.0 (Office 2008)
- 2011: Excel 14.0 (Office 2011)
- 2016: Excel 14.0 (Office 365)

### OS/2 Warp
- 1988: Excel 2.2
- 1991: Excel 3.0